# Andraž Šporar
Andraž Šporar (ur. 27 lutego 1994 w Lublanie) – słoweński piłkarz, grający w greckim klubie Panathinaikos AO oraz w reprezentacji Słowenii. Uczestnik Mistrzostw Europy 2024.

## Kariera klubowa
Šporar swoją karierę zaczął w MNK Lublanie. W 2011 roku przeniósł się do NK Interblocku, a rok później został zawodnikiem Olimpiji Ljubljany. W sezonie 2015/2016 został jej kapitanem.
1 stycznia 2016 roku Šporar podpisał umowę z FC Basel, który miał obowiązywać do czerwca 2020 roku. 18 lutego 2016 r. podczas rozgrzewki doznał poważnej kontuzji przez którą nie grał do końca sezonu. Na sezon 2017/2018, w ramach wypożyczenia, trafił do Arminii Bielefeld. W styczniu 2018 r. odszedł do Slovan Bratysława. W maju 2018 r. zdobył Puchar Słowacji ze swoją drużyną. W sezonie 2018/2019 sięgnął po tytuł króla strzelców, zdobywając 29 bramek. 
23 stycznia 2020 r. zawodnik dołączył do portugalskiego Sporting CP, wiążąc się z pięcioletnim kontraktem. 1 lutego 2021 r. SC Braga wypożyczyła na pół roku piłkarza. W sierpniu 2021 roku ponownie został wypożyczony, tym razem na rok do Middlesbrough F.C.

## Kariera reprezentacyjna
W 2011 roku zadebiutował w reprezentacji do 19 lat, w której wziął udział w 17 meczach i strzelił 3 bramki. W latach 2013–2016 prezentował swój kraj do 21 lat, rozgrywając 20 meczów i strzelając 8 bramek.
W listopadzie 2016 roku został powołany na mecze z Reprezentacją Polski i Malty. Debiut swój zaliczył dla Reprezentacji Słowenii 11 listopada 2016 roku w meczu Eliminacyjnym do Mistrzostw Świata w Rosji przeciwko Malcie, zastępując Milivoje Novakovič. Pierwsze trafienie dla reprezentacji zaliczył 21 marca 2019 roku przeciwko Reprezentacji Izraela na 1-0.